# 2007年大韓民国大統領選挙
2007年大韓民国大統領選挙（2007ねんだいかんみんこくだいとうりょうせんきょ、韓国語: 2007년 대한민국 대통령 선거）は、第17代大韓民国大統領を選出するために、2007年12月19日に韓国で行われた大統領選挙である。
1948年7月20日の初代大統領選挙から数えて17回目となる選挙であるが、韓国では選挙の回数を「第○回」ではなく「第○代」と数える。

## 概要
事実上、開かれたウリ党の後継政党である大統合民主新党の鄭東泳候補と最大野党ハンナラ党の李明博候補、そして元ハンナラ党総裁の李会昌候補の有力3候補による争いとなった。今回の大統領選挙では、「経済再生」を公約に掲げた野党ハンナラ党の李明博候補が鄭東泳候補らを大差で引き離して勝利した。この結果、第15代大統領選挙と第16代大統領選挙で立て続けに敗北したハンナラ党は10年ぶりに政権を奪還することに成功し、金大中・盧武鉉と2代10年間にわたって続いた進歩主義政権に終止符が打たれた。

## 立候補予定者
盧武鉉政権の与党だった開かれたウリ党の後継政党である大統合民主新党と、野党第1党のハンナラ党における大統領候補決定までについて紹介する。

### 大統合民主新党
大統合民主新党の大統領候補を選ぶための予備選挙は、党員以外の一般有権者にも投票権を与える「オープンプライマリー方式」で実施され、9月3日～5日までの予備選挙と、9月15日～10月14日までの本選挙の2段階に分けて実施された。本選挙については、全国16の広域市・道を巡回して行われる投票と、モバイル投票、世論調査の3つに分けて行われた。
全国を巡回して行われる投票は、9月16日の蔚山広域市を皮切りに実施されたが、選挙中盤に鄭東泳候補に対する不正選挙疑惑が浮上したことで、一部地域の投票が延期され、変則的な選挙が実施され、10月15日に本選挙の開票が行われた。

#### 予備選挙候補者
大統合民主新党の本選挙候補者は以下の5名である。尚、予備選挙に名乗りを上げていた千正培と金斗官、秋美愛、辛基南は予備選挙段階で脱落し、選挙戦から撤退した。
| 候補者名 | プロフィール | 備考                                                 |
| -------- | --- | ---------------------------------------------------- |
| 鄭東泳   | - 1953年生まれ - ソウル大学歴史学科卒業 - MBC記者（1978年～1995年） - ウリ党議長（2004年、2006年） - 統一部長官兼国家安全保障会議常任委員長 |                                                      |
| 孫鶴圭   | - 1947年生まれ - ソウル大学政治学科卒業 - 保健福祉部長官 - 京畿道知事（2002年～2006年）                                                     | ハンナラ党を離党して民主新党に合流                   |
| 韓明淑   | - 1944年生まれ - 梨花女子大学仏文学科卒業、女性学科修士 - 女性部長官 - 環境部長官 - 国務総理                                                | 選挙戦途中で李海瓚候補を支持表明し、選挙戦から撤退。 |
| 李海瓚   | - 1952年生まれ - ソウル大学社会学科卒業 - 教育部長官 - 国務総理                                                                             | 親盧武鉉系                                           |
| 柳時敏   | - 1959年生まれ - ソウル大学経済学科卒業 - 聖公会大学兼任教授 - 保健福祉部長官                                                               | 選挙戦途中で李海瓚候補を支持表明し、選挙戦から撤退。 |

#### 党内選挙結果
大統合民主新党における党内選挙の結果、強い組織力を持つ鄭東泳候補が全候補の累積投票49万票余の内、21万7千票弱を確保し、得票率43.8％で勝利して同党における大統領候補となった。一方、ハンナラ党を離党して大統合民主新党に参加し、本選挙に立候補した孫鶴圭はモバイル投票では優位に立ったが、地域選挙では彼が地盤とする首都圏においても鄭東泳候補に大差をつけることが出来ず敗北した。親盧系の李海瓚は、本選挙以後において同じ親盧系の韓明淑と柳時敏が李海瓚候補支持と立候補を辞退し、親盧系を一本化できたにもかかわらず、3位に終わった。
| 区分                                 | 区分                                 | 鄭東泳（当選）  | 孫鶴圭         | 李海瓚          | 合計            |
| ------------------------------------ | ------------------------------------ | --------------- | -------------- | --------------- | --------------- |
| 8市道 地域選挙                       | 蔚山                                 | 2,262(43.97%)   | 1,335(25.95%)  | 1,478(30.09%)   | 5,075           |
| 8市道 地域選挙                       | 済州                                 | 3,003(39.39%)   | 2,754(36.13%)  | 1,866(24.48%)   | 7,623           |
| 8市道 地域選挙                       | 江原                                 | 2,311(31.14%)   | 2,359(31.79%)  | 2,751(37.07%)   | 7,421           |
| 8市道 地域選挙                       | 忠北                                 | 6,334(52.72%)   | 2,920(24.30%)  | 2,760(22.97%)   | 12,014          |
| 8市道 地域選挙                       | 釜山                                 | 6,689(37.6%)    | 4,508(25.3%)   | 6,614(37.1%)    | 17,811          |
| 8市道 地域選挙                       | 慶南                                 | 4,461(34.8%)    | 4,069(31.8%)   | 4,276(33.4%)    | 12,806          |
| 8市道 地域選挙                       | 光州                                 | 10,841(47.6%)   | 7,948(34.9%)   | 4,007(17.6%)    | 22,796          |
| 8市道 地域選挙                       | 全南                                 | 15,224(46.1%)   | 11,958(36.2%)  | 5,819(17.6%)    | 33,001          |
| 累積得票数                           | 累積得票数                           | 51,125(43.1%)   | 37,851(31.9)   | 29,641(25.0%)   | 118,617         |
| 8市道 地域選挙                       | 大田                                 | 1,766(33.9%)    | 1,464(28.2%)   | 1,974(37.9%)    | 5,204           |
| 8市道 地域選挙                       | 忠南                                 | 2,182(32.6%)    | 1,616(24.1%)   | 2,895(43.3%)    | 6,693           |
| 8市道 地域選挙                       | 全北                                 | 38,078(81.3%)   | 6,387(13.6%)   | 2,367(5.1%)     | 46,832          |
| 8市道 地域選挙                       | 京畿                                 | 13,025(40.2%)   | 13,587(42.0%)  | 5,767(17.8%)    | 32,379          |
| 8市道 地域選挙                       | 仁川                                 | 3,117(41.0%)    | 3,160(41.5%)   | 1,331(17.5%)    | 7,608           |
| 8市道 地域選挙                       | 大邱                                 | 1,108(25.7%)    | 1,530(35.4%)   | 1,677(38.9%)    | 4,315           |
| 8市道 地域選挙                       | 慶北                                 | 1,598(33.4%)    | 2,017(42.1%)   | 1,174(24.5%)    | 4,789           |
| 8市道 地域選挙                       | ソウル                               | 20,997(49.5%)   | 13,631(32.1%)  | 7,802(18.4%)    | 42,430          |
| 累積得票数                           | 累積得票数                           | 132,996(49.5%)  | 81,243(30.2)   | 54,628(20.3%)   | 268,867         |
| モバイル 1～3次投票                  | モバイル 1～3次投票                  | 62,138(35.0%)   | 70,031(39.5%)  | 45,284(25.5%)   | 177,453         |
| 世論調査（※） (括弧の中は換算得票数) | 世論調査（※） (括弧の中は換算得票数) | 44.1% (21,850)  | 35.3% (17,525) | 20.6% (10,216)  | 100.0% (49,591) |
| 総有效得票数                         | 総有效得票数                         | 216,984(43.8％) | 168,799(34.0%) | 110,128 (22.2%) | 495,911         |

出所：自治体国際化協会編集、クレアレポート第327号『大韓民国の第17代大統領選挙』の12頁表「大統合民主新党の本選挙結果」より
※世論調査は総投票数の10％として換算する。

### ハンナラ党
ハンナラ党における予備選挙は、前ソウル特別市市長の李明博と故・朴正煕元大統領の長女でハンナラ党の代表を務めた朴槿恵との有力候補2名による激しい選挙戦となったが、李明博候補がハンナラ党における大統領候補となった。

#### 予備選挙候補者
| 記号 | 候補者                                  | 略歴 |
| ---- | --------------------------------------- | --- |
| 1番  | 李明博（イ・ミョンバク）                | - 1941年生まれ - 高麗大経営学科卒業 - 現代建設代表理事社長（1977～1988年） - 14代、15代国会議員 - ソウル特別市長（2002～2006年） - 全国道知事協議会議長（2002～2006年） |
| 2番  | 元喜龍（ウォン・ヒリョン）              | - 1964年生まれ - ソウル大法大卒業 - 漢陽大言論情報大学院修士 - 第34回司法試験首席合格 - ソウル地方検察庁、釜山地方検察庁検事 - 16代、17代国会議員 - ハンナラ党最高委員  |
| 3番  | 朴槿恵（パク・クンヘ）                  | - 1952年生まれ（朴正煕元大統領の娘） - 西江大電子工学科卒業 - ファーストレディ代理役遂行（1974～1979年） - 育英財団理事長 - 15代、16代、17代国会議員 - ハンナラ党代表   |
| 4番  | 洪準杓（ホン・ジュンピョ）              | - 1954年生まれ - 高麗大行政学科卒業 - 司法試験合格 - 清州、ソウル、釜山地方検察庁検事 - 15代、16代、17代国会議員 - 国会環境労動委員会委員長                             |
| 5番  | 高鎭和（コ・ジンファ） （途中候補辞退） | - 1959年生まれ - 成均館大社会学科卒業 - ジョンズ・ホプキンズ大学院修士 - 世宗リーダーシップ開発院理事 - 17代国会議員 - 韓民族平和ネットワーク代表                       |

出所：自治体国際化協会編集、クレアレポート第327号『大韓民国の第17代大統領選挙』の14頁表「ハンナラ党の党内選挙参加者プロフィール」より

#### 党内選挙結果
ハンナラ党における候補者予備選挙は、選挙人団投票80％＋世論調査20％の割合で実施され、8月20日に行われた全党大会で党内選挙の結果が発表された。選挙の結果、総得票で朴槿恵候補（総得票率48.1％）を押さえてトップに立った李明博候補（総得票率49.6%）が、第17代大統領選挙候補に確定した。なお李明博と朴槿恵の総得票の差は2452票、率にして1.5％の僅差であった。
| 地域   | 選挙人数 | 投票数  | 有効投票数 | 有効投票数 | 有効投票数 | 有効投票数 | 有効投票数 | 無効票 |
| 地域   | 選挙人数 | 投票数  | 李明博     | 元喜龍     | 朴槿惠     | 洪準杓     | 合計       | 無効票 |
| ------ | -------- | ------- | ---------- | ---------- | ---------- | ---------- | ---------- | ------ |
| ソウル | 39,991   | 27,943  | 16,190     | 330        | 11,113     | 271        | 27,904     | 39     |
| 釜山   | 13,943   | 11,178  | 5,273      | 60         | 5,789      | 47         | 11,169     | 9      |
| 大邱   | 9,393    | 7,423   | 2,305      | 19         | 5,072      | 22         | 7,418      | 5      |
| 仁川   | 9,519    | 6,290   | 3,089      | 36         | 3,135      | 25         | 6,285      | 5      |
| 光州   | 5,056    | 2,327   | 1,338      | 104        | 853        | 18         | 2,321      | 6      |
| 大田   | 5,380    | 3,739   | 1,272      | 40         | 2,404      | 18         | 3,734      | 5      |
| 蔚山   | 3,989    | 3,185   | 1,517      | 18         | 1,637      | 11         | 3,183      | 2      |
| 京畿   | 38,730   | 25,590  | 12,779     | 161        | 12,543     | 88         | 25,571     | 19     |
| 江原   | 5,931    | 4,340   | 1,866      | 22         | 2,436      | 14         | 4,338      | 2      |
| 忠北   | 5,696    | 4,215   | 1,823      | 26         | 2,343      | 16         | 4,208      | 7      |
| 忠南   | 7,603    | 5,512   | 2,271      | 26         | 3,179      | 24         | 5,500      | 12     |
| 全北   | 7,106    | 3,883   | 2,141      | 111        | 1,581      | 39         | 3,872      | 11     |
| 全南   | 7,784    | 4,746   | 2,692      | 133        | 1,852      | 48         | 4,725      | 21     |
| 慶北   | 10,679   | 9,637   | 4,455      | 31         | 5,111      | 24         | 9,621      | 16     |
| 慶南   | 12,145   | 9,382   | 4,498      | 76         | 4,748      | 30         | 9,352      | 30     |
| 済州   | 2,135    | 1,696   | 707        | 126        | 852        | 7          | 1,692      | 4      |
| 合計   | 185,080  | 131,086 | 64,216     | 1,319      | 64,648     | 710        | 130,893    | 193    |

出典：前掲書16頁の表「ハンナラ党の党内選挙の地域別得票現況」
| 記号 | 候補者名 | 世論調査 | 選挙人団 | 総得票  | 総得票 順位 | 備考     |
| 記号 | 候補者名 | 割合     | 割合     | 割合    | 総得票 順位 | 備考     |
| ---- | -------- | -------- | -------- | ------- | ----------- | -------- |
| 1    | 李明博   | 16,868   | 64,216   | 81,084  | 1           | 候補確定 |
| 1    | 李明博   | 51.55    | 49.06    | 49.56   | 1           | 候補確定 |
| 3    | 朴槿惠   | 13,984   | 64,648   | 78,634  | 2           |          |
| 3    | 朴槿惠   | 42.73    | 49.39    | 48.06   | 2           |          |
| 2    | 元喜龍   | 1,079    | 1,319    | 2,398   | 3           |          |
| 2    | 元喜龍   | 3.30     | 1.01     | 1.47    | 3           |          |
| 4    | 洪準杓   | 793      | 710      | 1,503   | 4           |          |
| 4    | 洪準杓   | 2.42     | 0.54     | 0.92    | 4           |          |
| 合計 | 合計     | 32,724   | 130,893  | 163,619 |             |          |

出典：前掲書16頁の表「ハンナラ党の党内選挙結果」。
注：世論調査における得票は、有権者6000人に対して実施した世論調査の内、5,490人の有効回答を分析、その上で1サンプルにつき加重値5.9607を加えて計算、1件あたりの調査サンプルを選挙人団の有効票およそ6票として換算したものである。

## 正式立候補者
11月25日と26日の両日、大統領選挙の立候補者登録が行われ、過去最多の12名が立候補した。このうち、国民中心党の沈大平候補と国民連帯の李寿成候補は選挙運動期間中に立候補を辞退したため、最終的には10名による争いとなった。
| 番号 | 候補者名      | 所属政党                   | 備考 |
| ---- | ------------- | -------------------------- | --- |
| 1    | 鄭東泳 정동영 | 大統合民主新党             | 統一部元長官。民主新党の大統領予備選挙で孫鶴圭と李海瓚を押さえて同党の大統領候補に選出された。                     |
| 2    | 李明博 이명박 | ハンナラ党                 | ソウル特別市の前市長（2002年～2006年）。ハンナラ党の大統領予備選挙で朴槿恵を押さえ、同党の大統領候補に選出された。 |
| 3    | 権永吉 권영길 | 民主労働党                 | |
| 4    | 李仁済 이인제 | 民主党                     | |
| 5    | 沈大平 심대평 | 国民中心党                 | 12月3日、李会昌との一本化に合意し、候補を辞退した。                                                                |
| 6    | 文国現 문국현 | 創造韓国党                 | 柳韓キンバリーCEO出身。創造韓国党代表                                                                              |
| 7    | 鄭根謨 정근모 | 真の主人連合               | |
| 8    | 許京寧 허경영 | 経済共和党                 | 経済共和党総裁。1997年の大統領選挙でも出馬                                                                         |
| 9    | 全寛 전관     | 新時代真の人連合           | |
| 10   | 琴民 금민     | 韓国社会党                 | |
| 11   | 李寿成 이수성 | 和合と跳躍に向けた国民連帯 | 投票日5日前の14日に候補を辞退した。                                                                                |
| 12   | 李会昌 이회창 | 無所属                     | ハンナラ党元総裁。1997年と2002年の大統領選挙においては同党の大統領候補。11月7日に出馬表明                          |

## 選挙結果
各候補の得票率
当初から優勢を保ち、「経済再生」を公約に掲げたハンナラ党の李明博候補が現政権に対する批判票を集め2位以下に圧倒的な大差をつけて当選した。
| 候補者                   | 候補者                   | 所属政党                 | 得票数     | 得票率  |
| ------------------------ | ------------------------ | ------------------------ | ---------- | ------- |
|                          | 李明博                   | ハンナラ党               | 11,492,389 | 48.67%  |
|                          | 鄭東泳                   | 大統合民主新党           | 6,174,681  | 26.15%  |
|                          | 李会昌                   | 無所属                   | 3,559,963  | 15.08%  |
|                          | 文国現                   | 創造韓国党               | 1,375,498  | 5.83%   |
|                          | 権永吉                   | 民主労働党               | 712,121    | 3.02%   |
|                          | 李仁済                   | 民主党                   | 160,708    | 0.68%   |
|                          | 許京寧                   | 経済共和党               | 96,756     | 0.41%   |
|                          | 琴民                     | 韓国社会党               | 18,223     | 0.08%   |
|                          | 鄭根謨                   | 真の主人連合             | 15,380     | 0.07%   |
|                          | 全寛                     | 新時代真の人連合         | 7,161      | 0.03%   |
| 総計                     | 総計                     | 総計                     | 23,612,880 | 100.00% |
| 有効票数（有効率）       | 有効票数（有効率）       | 有効票数（有効率）       | 23,612,880 | 99.49%  |
| 無効票・白票数（無効率） | 無効票・白票数（無効率） | 無効票・白票数（無効率） | 119,974    | 0.51%   |
| 投票総数（投票率）       | 投票総数（投票率）       | 投票総数（投票率）       | 23,732,854 | 63.03%  |
| 棄権者数（棄権率）       | 棄権者数（棄権率）       | 棄権者数（棄権率）       | 13,920,664 | 36.97%  |
| 選挙人数                 | 選挙人数                 | 選挙人数                 | 37,653,518 | 100.00% |

李明博の得票率は48.67％であるが、1987年の民主化以降に行なわれた大統領選挙においては前回の大統領選挙で当選した盧武鉉（48.91％）に次ぐ、2番目の高さとなった。また、得票率2位の鄭東泳との得票数差は5,317,708票だが、これも民主化以降の大統領選挙では1987年の大統領選挙における盧泰愚（民主正義党）と金泳三（統一民主党）の得票差1,945,157票を抜いて新記録を更新した。保守勢力と進歩勢力で得票を比較した場合、保守勢力が63.75％（李明博候補＋李会昌候補）、進歩勢力が35.68％（鄭東泳＋文国現＋権永吉＋李仁済）で保守勢力が6割を占め、進歩勢力が多数派を占めた5年前とは正反対の結果となった。
李明博候補が勝利できた要因としては、経済界出身の同氏が「経済大統領」としてのイメージを形成することに成功し、選挙の最大争点となった経済公約を積極的に掲げたことで、有権者の支持を幅広く集めたことにあるといえる。
李明博の勝因
1. 反盧武鉉機運の高まり
2. 経済大統領としてのイメージづくりの成功
3. 与党系陣営のネガティブ戦略の限界
4. 政権交代の願望
5. 与党系陣営の統一候補擁立の失敗
6. 保守層の勢力結集

### 各候補の地域別得票数と得票率
| 首都圏         | ソウル特別市   | 2,689,162 (53.2％) | 1,237,812 (24.5％) | 596,226 (11.8％) | 358,781 (7.1％) | 116,344 (2.3％) | 23,214 (0.5％) |
| 首都圏         | 仁川広域市     | 593,283 (49.2％)   | 286,565 (23.8％)   | 183,057 (15.2％) | 84,814 (7.0％)  | 42,069 (3.5％)  | 7,612 (0.6％)  |
| 首都圏         | 京畿道         | 2,603,443 (51.9％) | 1,181,936 (23.6％) | 670,742 (13.4％) | 354,492 (7.1％) | 144,830 (2.9％) | 30,513 (0.6％) |
| 江原道         | 江原道         | 376,004 (52.0％)   | 136,668 (18.9％)   | 127,102 (17.6％) | 42,552 (5.9％)  | 28,129 (3.9％)  | 6,085 (0.8％)  |
| 忠清道         | 大田広域市     | 246,008 (36.3％)   | 159,700 (23.6％)   | 195,957 (28.9％) | 48,143 (7.1％)  | 17,207 (2.5％)  | 7,223 (1.1％)  |
| 忠清道         | 忠清北道       | 289,499 (41.6％)   | 165,637 (23.8％)   | 162,750 (23.4％) | 39,884 (5.7％)  | 25,285 (3.6％)  | 7,965 (1.1％)  |
| 忠清道         | 忠清南道       | 313,693 (34.3％)   | 192,999 (21.1％)   | 304,259 (33.2％) | 43,383 (4.7％)  | 32,132 (3.5％)  | 22,592 (2.5％) |
| 全羅道         | 光州広域市     | 56,875 (8.6％)     | 527,588 (79.8％)   | 22,520 (3.4％)   | 31,524 (4.8％)  | 13,597 (2.1％)  | 7,118 (1.1％)  |
| 全羅道         | 全羅北道       | 86,149 (9.0％)     | 777,236 (81.6％)   | 34,630 (3.6％)   | 26,573 (2.8％)  | 18,139 (1.9％)  | 6,550 (0.7％)  |
| 全羅道         | 全羅南道       | 88,834 (9.2％)     | 757,309 (78.7％)   | 34,790 (3.6％)   | 31,289 (3.2％)  | 23,178 (2.4％)  | 23,074 (2.4％) |
| 慶尚道         | 釜山広域市     | 1,018,715 (57.9％) | 236,708 (13.5％)   | 346,319 (19.7％) | 94,258 (5.4％)  | 48,901 (2.8％)  | 4,599 (0.3％)  |
| 慶尚道         | 大邱広域市     | 876,719 (69.4％)   | 75,932 (6.0％)     | 228,199 (18.1％) | 50,514 (4.0％)  | 25,777 (2.0％)  | 1,847 (0.1％)  |
| 慶尚道         | 蔚山広域市     | 279,891 (54.0％)   | 70,736 (13.6％)    | 90,905 (17.5％)  | 28,605 (5.5％)  | 43,607 (8.4％)  | 1,884 (0.4％)  |
| 慶尚道         | 慶尚北道       | 1,033,957 (72.6％) | 96,822 (6.8％)     | 195,526 (13.7％) | 47,345 (3.3％)  | 39,327 (2.8％)  | 3,823 (0.3％)  |
| 慶尚道         | 慶尚南道       | 843,662 (55.0％)   | 189,463 (12.4％)   | 329,486 (21.5％) | 73,893 (4.8％)  | 82,645 (5.4％)  | 4,935 (0.3％)  |
| 済州特別自治道 | 済州特別自治道 | 96,495 (38.7％)    | 81,570 (32.7％)    | 37,495 (15.0％)  | 19,421 (7.8％)  | 10,954 (4.4％)  | 1,674 (0.7％)  |

- 「大韓民国中央選挙管理委員会、第17代大統領選挙　選挙情報システム」から得票数と率を引用して作成した。ここでは、全候補者10人の内、上位6人までの得票数と得票率を取り上げた。
- 得票数と率が太字になっている部分は、当該地域で最多得票を獲得したことを示している。
- 略称について、大統合民主新党＝民主新党、創造韓国党＝韓国党、民主労働党＝民労党。

全国16の広域市・道の内、平民党系政党の絶対的地盤である全羅道（光州広域市、全羅南道、全羅北道）以外の13地域全てで李明博候補が一位となった。地域別で見た場合、李明博候補は出身地の慶尚道で5割を超える支持を集め、特に慶尚北道では7割近くに達した。一方、鄭東泳候補は地盤の全羅道3地域全てで7割以上の支持を集める結果となり、韓国政治に強い影響を与えている地域感情の強さが今回の選挙でも明らかとなった。なお3位に留まった李会昌候補は、慶尚道と、大田広域市および忠清南道で鄭東泳候補を押さえて2位となった。特に忠清南道では李明博候補との得票差は9,439票、率にして0.9％と僅差であった。

## 歴史
次のリストは、国政選挙委員会が運営する主要なイベントを日付順に列挙したもの。
- 2007年2月28日 - 有権者特定の人口統計を公式発表。
- 2007年4月23日 - 立候補者の事前登録開始。
- 2007年11月21日 - 2007年11月25日 - 国政選挙委員会が選挙人名簿を編集、発表。
- 2007年12月12日 - 選挙人名簿締切。
- 2007年12月13日 - 2007年12月14日 - 不在者投票。
- 2007年12月19日6時00分-18時00分(KST) - 投票。
- 2007年12月19日 - 開票、結果発表。